# Automeris vergnei
Automeris vergnei är en fjärilsart som beskrevs av Eugène Louis Bouvier 1936. Automeris vergnei ingår i släktet Automeris och familjen påfågelsspinnare. Inga underarter finns listade i Catalogue of Life.